# Eleição municipal de Araucária em 1988
A eleição municipal de Araucária de 1988 ocorreu no dia 15 de novembro, junto de todos os municípios brasileiros. Naquele dia, os eleitores escolheram o prefeito que administraria a cidades a partir de 1º de janeiro de 1989 e cujo sucessor seriam eleitos em 1992. Essa foi a única eleição municipal na cidade que ocorreu durante o governo de José Sarney e a primeira após a promulgação da Constituição de 1988. Os eleitores araucarienses puderam escolher entre apenas três candidatos a prefeito, além de diversos a vereador. O candidato situacionista Albanor José Ferreira Gomes, o Zezé, foi eleito com grande vantagem.

## Resultados

### Eleição para prefeito
Conforme dados do TSE, foram computados 25.148 votantes, sendo 20.290 votos contados, 3.909 brancos e 949 nulos. O resultado completo da eleição para prefeito é:
| Albanor Zezé PMDB           | Edvino Kampa PMDB             | 11.798 | 58,15% |
| Rizio Wachowicz PTB         | Antônio de Souza França PFL   | 6.948  | 34,24% |
| Mário Agostinho da Silva PT | Duzolina Bazzoni Belizário PT | 1.544  | 7,61%  |
| Fontes:                     |                               |        |        |

### Eleição para vereador
Ao todo, foram eleitos 9 vereadores, tendo influência da votação dos partidos, onde PMDB, PTB e PFL herdaram as vagas. PDC, PL, PDT e PT não obtiveram quociente eleitoral para emplacar vereadores, por isso ficaram de fora. Os eleitos na ocasião são:
| Candidato(a)              | Partido | Votos | Percentual |
| ------------------------- | ------- | ----- | ---------- |
| João Renato Cantele       | PMDB    | 808   | 3,98%      |
| Mauro Luiz Biscaia        | PMDB    | 644   | 3,17%      |
| Aldair Miguel Buiar       | PMDB    | 596   | 2,93%      |
| Ademir Paiola             | PMDB    | 577   | 2,84%      |
| Josué de Oliveira Kersten | PMDB    | 568   | 2,79%      |
| Pedro Furman              | PTB     | 474   | 2,36%      |
| Irineu Cantador           | PFL     | 466   | 2,29%      |
| Alcir Nogueira            | PTB     | 447   | 2,20%      |
| Olizandro José Ferreira   | PFL     | 338   | 1,66%      |